# أناستازيا باتشينسكا
أناستازيا يوريفنا باتشينسكا (بالأوكرانية: Анастасія Юріївна Бачинська) هي لاعبة جمباز فني أوكرانية ولدت في يوم 4 أغسطس 2003 في ترنوبل في أوكرانيا. أبرز إنجازاتها هو فوزها بالميدالية الذهبية في دورة الألعاب الأوروبية 2019 في منسك، كما فازت بميداليتين برونزيتين في الألعاب الأولمبية الشتوية 2018 في بوينس آيرس.